# دوغمان (فلم)
دوغمان (بالإنجليزية: dogman) هو فيلم جريمة و دراما و اثارة تم انتاجه في ايطاليا وفرنسا صدر سنة 2018 بطولة مارسيلو فونتي وادواردو بيسي.

## القصة
لوتشيو وسيمونتشينو صديقان قديمان. لوتشيو وديع ومتسامح، رجل بسيط يملك صالة استقبال للكلاب وحب جنوني لابنته الصغيرة، سيمونتشينو ملاكم معتوه، شرير خرج لتوه من السجن باحثًا عن المشاكل. يدعم لوتشيو خطط سيمونتشينو المتهورة ويصبح ساعدة الأيمن في عدد هائل من عمليات الاتّجار بالمخدرات، التي أشاعت الذعر في مدينتهم لبصغيرة بعد خروجها عن السيطرة. يدخل لوتشيو السجن بدلًا من سيمونتشينو، تاركًا ابنته وحيدة. بعد خسارة كل شيء، يبدأ (دوجمان) بالانتقام.

## وصلات خارجية
- مقالات تستعمل روابط فنية بلا صلة مع ويكي بيانات

دوغمان على IMDb
دوغمان على Rotten Tomatos
دوغمان على Metacritic